# Ferocactus cylindraceus
Espèce
Classification APG II (2003)
Statut de conservation UICN

 LC  : Préoccupation mineure
Statut CITES
Ferocactus cylindraceus est une espèce de plantes à fleurs de la famille des Cactaceae. C'est un cactus présent au sud-ouest des États-Unis et au nord du Mexique.

## Description

### Appareil végétatif
Ce cactus est, adulte, de forme cylindrique ; sa tige s'élève en colonne épaisse (droite) ou en barrique (renflée). Les plus vieux spécimens peuvent atteindre une hauteur proche de 3 mètres pour une largeur de 30 à 45 cm. La tige présente entre 18 et 27 côtes bien marquées portant des touffes denses de nombreuses épines droites, qui vont jusqu'à cacher la tige. Ces épines, rouges lorsque jeunes deviennent jaune grisâtre avec l'âge.

### Appareil reproducteur

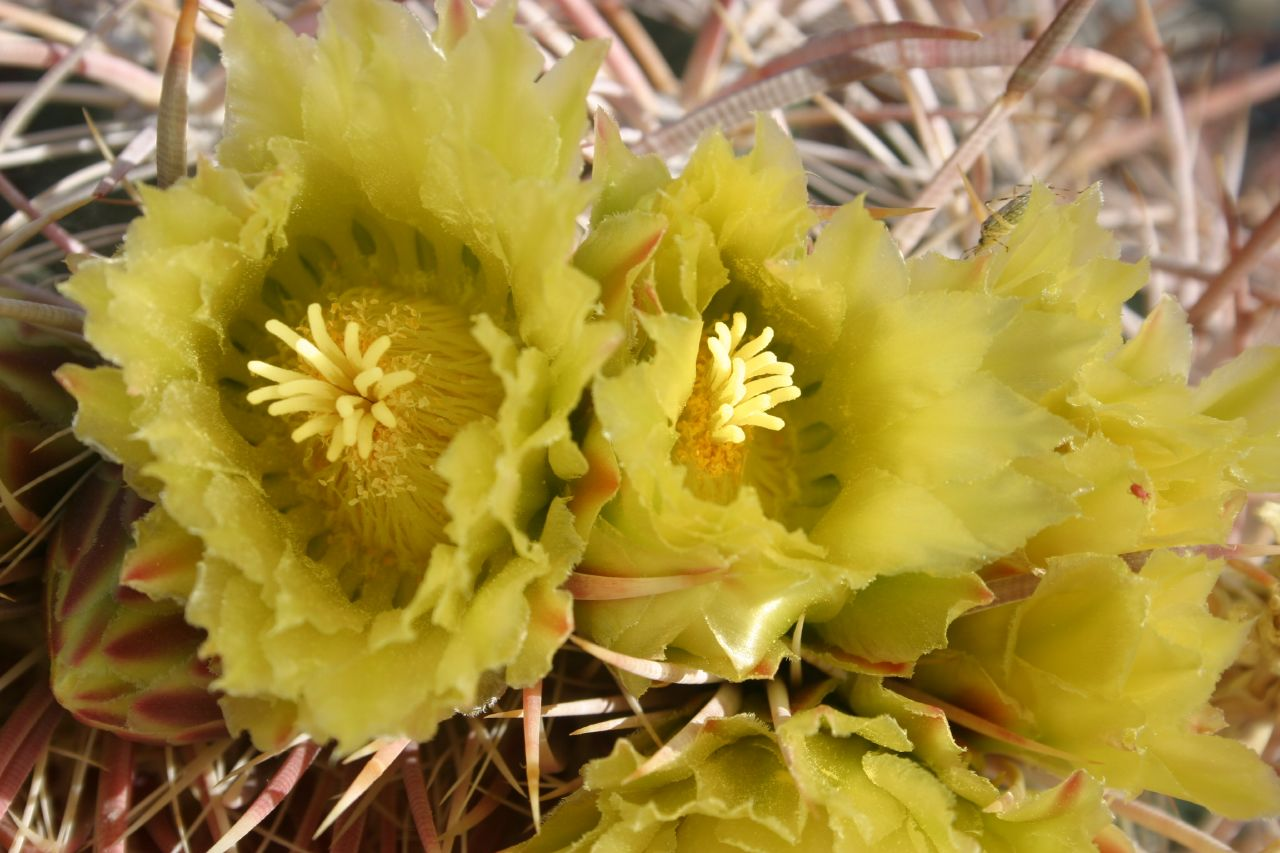
Détail d'une fleur de Ferocactus cylindraceus.

La floraison a lieu entre avril et mai.
Les fleurs sont jaunes, parfois rougeâtre à la base des tépales. Ces derniers sont nombreux et ont une bordure présentant un aspect un peu déchiré. Il y de nombreuses étamines de couleur jaune. Les fleurs mesurent de 4 à 6,5 cm de diamètre et apparaissent près du sommet de la tige.
Les fruits sont charnus, écailleux en surface et de coloration jaune.

## Répartition et habitat
Ferocactus cylindraceus pousse sur les talus ou replats des zones désertiques du sud du continent nord-américain ; il est présent au Mexique et au sud-ouest des États-Unis, plus particulièrement dans les états américains de Californie, du Nevada, d'Utah, et d'Arizona. Il est ainsi présent dans le désert de Sonora et dans le désert de Mojave. On le trouve par exemple dans le parc national de Saguaro.